# Merwyn Fernandis
Merwyn Fernandis (* 12. April 1959) ist ein ehemaliger indischer Hockeyspieler. Er  spielte bei den Olympischen Spielen 1980 in Moskau in der siegreichen indischen Mannschaft.

## Sportliche Karriere
Der 1,70 m große Merwyn Fernandis war bei drei olympischen Hockeyturnieren Stammspieler in der indischen Mannschaft. 1980 in Moskau gewannen die Inder in der Vorrunde drei Spiele und spielten zweimal Unentschieden. Damit erreichten sie das Finale gegen die Spanier, die Indische Mannschaft siegte mit 4:3. Vier Jahre später belegten die Inder den fünften Platz bei den Olympischen Spielen in Los Angeles. Fernandis erzielte beim Turnier in Los Angeles sechs Treffer und war damit zusammen mit Vineet Kumar Sharma erfolgreichster Torschütze der indischen Mannschaft. Bei den Olympischen Spielen 1988 in Seoul erreichten die Inder den sechsten Platz.
Fernandis gewann daneben auch zwei Silbermedaillen bei Asienspielen. Sowohl bei den Asienspielen 1978 als auch bei den Asienspielen 1982 unterlagen die Inder im Finale der Pakistanischen Mannschaft.